# Journal for Plague Lovers
Journal for Plague Lovers is het negende studioalbum van de Welshe alternatieve rockband Manic Street Preachers uit 2009. Het album maakt gebruik van achtergelaten teksten van voormalig bandlid Richey James Edwards, die veertien jaar eerder spoorloos verdween.

## Overzicht
Aangezien het album met name een eerbetoon aan Edwards was, werd het niet geproduceerd vanuit een commercieel standpunt en er werden geen singles uitgebracht.
Op muzikaal gebied keren de Manic Street Preachers grotendeels terug naar de stijl van The Holy Bible uit 1994, met enkele wijzigingen. Zo is er plaatsgemaakt voor strijkinstrumenten en akoestische gitaar en zijn er minder gitaarsolo's te horen. Ondanks enkele rustigere nummers, blijft de muziek grotendeels ruig.
Voor de tweede maal staat een schilderij van de kunstenares Jenny Saville op de albumhoes (dit was eerder het geval bij The Holy Bible). Deze keuze veroorzaakte een controverse toen grote supermarktketens als Tesco weigerden het album ongecensureerd te verkopen omdat de afbeelding te confronterend zou zijn. Frontman James Dean Bradfield noemde deze beslissing "bizar".

## Ontvangst
Journal for Plague Lovers werd zeer positief ontvangen bij zowel de pers als de fans voor Edwards' teksten en de catchy muziek.

## Tracks
| Nr. | Titel                                                  | Duur  |
| --- | ------------------------------------------------------ | ----- |
| 1.  | Peeled Apples                                          | 3:33  |
| 2.  | Jackie Collins Existential Question Time               | 2:24  |
| 3.  | Me and Stephen Hawking                                 | 2:46  |
| 4.  | This Joke Sport Severed                                | 3:04  |
| 5.  | Journal for Plague Lovers                              | 3:45  |
| 6.  | She Bathed Herself in a Bath of Bleach                 | 2:18  |
| 7.  | Facing Page: Top Left                                  | 2:40  |
| 8.  | Marlon J.D.                                            | 2:50  |
| 9.  | Doors Closing Slowly                                   | 2:52  |
| 10. | All is Vanity                                          | 3:35  |
| 11. | Pretension/Repulsion                                   | 2:05  |
| 12. | Virginia State Epileptic Colony                        | 3:25  |
| 13. | William's Last Words (inclusief hidden track Bag Lady) | 10:48 |